# Samsung Galaxy J7 (2016)
O Samsung Galaxy J7 (2016) é um smartphone de gama média baseado em Android produzido pela Samsung Electronics em 2016 e é baseado no chipset Qualcomm Snapdragon 615 ou Exynos 7870.

## Hardware
O Samsung Galaxy J7 tem um painel traseiro amovível, uma moldura metálica cromada com design de diamante e uma tampa traseira de plástico com acabamento metálico. Na parte da frente do telemóvel, existe um ecrã de 5,5 polegadas com dois botões capacitivos para alternar entre aplicações e um botão home de hardware logo abaixo do ecrã. Acima do ecrã, existe uma câmara de 5 megapixéis com um flash LED e uma grelha cromada que cobre o auscultador e os sensores. Tem um sensor de imagem CMOS Samsung S5K3L2. Na extremidade direita do telemóvel, existe um botão de alimentação e existem teclas de volume na extremidade esquerda do telemóvel. Existe um conetor de 3,5 mm para auscultadores e uma porta micro-USB na parte inferior do dispositivo. Na parte de trás do dispositivo, existe uma ranhura para um cartão microSD e 2 ranhuras para cartões SIM e chips NFC com uma bateria de 3300mAh escondida sob uma tampa traseira de plástico.
O Samsung Galaxy J7 tem um ecrã HD Super AMOLED com uma resolução de 720×1280. O ecrã tem um vidro resistente a riscos, que, segundo a Samsung, é equivalente ao Gorilla Glass 3 da Corning.

## Software
O Samsung Galaxy J7 (2016) vem com o Android 6.0.1 Marshmallow e a interface de utilizador TouchWiz da Samsung.
O telefone recebeu então uma atualização para o Android 7.0 Nougat com o Samsung Experience 8.1.
Em novembro de 2018, o J7 (2016) recebeu uma atualização para o Android 8.1.0 Oreo com o Samsung Experience 9.5.